# Wet van de non-contradictie
De wet van de non-contradictie, het beginsel van non-contradictie of het principium non contradictionis is de logische aanname, die stelt dat iemand niet tegelijk kan zeggen dat iets het geval is en dat het tegengestelde ervan ook het geval is, dus dat een bewering en de ontkenning ervan nooit op hetzelfde moment waar kunnen zijn. Dit wordt in de symboliek van de booleaanse algebra en de propositielogica uitgedrukt als:
{\displaystyle \neg (P\wedge \neg P)}.
Hierin is het symbool ¬, uitgesproken als 'niet', het teken voor de logische negatie en ∧, uitgesproken als 'en', voor de logische conjunctie.
De wet van van de non-contradictie is door Aristoteles in zijn Metafysica, boek Gamma naar voren gebracht als een van de principes van het menselijke denken.
Willem van Soissons bewees in de 12e eeuw dat als het wordt aangenomen dat twee proposities, waarvan de waarheidswaarden tegengesteld zijn, zich tegelijk voordoen, ex contradictione sequitur quod libet geldt. Dat betekent dat uit een tegenspraak iedere mogelijk propositie kan worden afgeleid. Van Soissons voerde daar wel een axioma voor in. CI Lewis heeft dit bewijs in de 20e eeuw wiskundig gereconstrueerd. De school in Keulen gaf al in de 15e eeuw kritiek op het bewijs. Men kan de wet van de non-contradictie, de uitspraak van Aristoteles, zelf ook als een onbewijsbare aanname, dus als een axioma aannemen.
Een bekende uitspraak van Parmenides, omstreeks 515 — 440 v.Chr., is:
Het zijn is, het niet-zijn is niet.
Hoewel deze uitspraak op de wet van de non-contradictie lijkt, is de wet van de non-contradictie een logische aanname, die daarmee onder de wiskunde valt, terwijl de uitspraak van Parmenides een filosofische uitspraak is. 